# Ceresium lifuanum
Ceresium lifuanum är en skalbaggsart som först beskrevs av Xavier Montrouzier 1861.  Ceresium lifuanum ingår i släktet Ceresium och familjen långhorningar. Inga underarter finns listade i Catalogue of Life.